# فهرست کشورهای جنوب‌شرقی آسیا بر پایه تولید ناخالص داخلی
فهرست کشورهای آسیای جنوب‌شرقی توسط تولید ناخالص داخلی یک فهرست از کشورهای جنوب‌شرقی آسیا که برپایه GDP یا همان میزان تولید و خدمات ناخالص داخلی در این صفحه فهرست شده‌اند.
| رتبه‌بندی | رتبه جهانی | ملت        | تولید ناخالص داخلی (میلیون‌ها دلار) |
| -------- | ---------- | ---------- | ---------------------------------- |
| ۱        | ۱۵         | اندونزی    | ۱٬۰۸۸٬۷۶۸                          |
| ۲        | ۲۴         | تایلند     | ۵۰۹٬۲۰۰                            |
| ۳        | ۳۱         | فیلیپین    | ۳۶۷٬۳۶۲                            |
| ۴        | ۳۶         | ویتنام     | ۳۴۰٬۶۰۲                            |
| ۵        | ۳۸         | سنگاپور    | ۳۳۷٬۴۵۱                            |
| ۶        | ۳۹         | مالزی      | ۳۳۶٬۳۳۰                            |
| ۷        | ۶۷         | میانمار    | ۷۰٬۸۹۰                             |
| ۸        | ۹۹         | کامبوج     | ۲۶٬۳۱۶                             |
| ۹        | ۱۱۳        | لائوس      | ۱۸٬۶۵۳                             |
| ۱۰       | ۱۳۶        | برونئی     | ۱۰٬۶۴۷                             |
| ۱۱       | ۱۶۵        | تیمور شرقی | ۱٬۹۲۰                              |